# Гней Огульний
Гней Огу́льний (лат. Gnaeus Ogulnius; IV—III века до н. э.) — римский политический деятель, народный трибун 300 года до н. э. и курульный эдил 296 года до н. э. Принадлежал к плебейскому роду предположительно этрусского происхождения. Капитолийские фасты называют преномены его отца и деда — Луций и Авл соответственно. Обе должности Гней занимал совместно с братом — Квинтом Огульнием Галлом.